# Zuzanna Rejniak
Zuzanna Rejniak (ur. 4 kwietnia 2006 w Warszawie) – polska szachistka.

## Kariera szachowa
Jest dwukrotną brązową medalistką indywidualnych mistrzostw Polski w szachach klasycznych: w kategorii do 10 lat (Jastrzębia Góra 2016) oraz w kategorii do 12 lat (Drzonków 2017).
Jest również srebrną medalistką Drużynowych Mistrzostw Polski 2020 (Ekstraliga), złotą medalistką Drużynowych Mistrzostw Polski 2024 (I Liga)., brązową medalistką Drużynowych Mistrzostw Polski 2019 (I Liga).
Podczas Drużynowych Mistrzostw Polski 2020 na 6 szachownicy zdobyła indywidualnie brązowy medal oraz podczas Drużynowych Mistrzostw Polski 2024 (I liga) zdobyła indywidualnie brązowy medal na 5 szachownicy. 
Wraz z drużyną z XIV Liceum Ogólnokształcącego im. Stanisława Staszica w Warszawie zdobyła brązowy medal podczas Finału Ogólnopolskiego w Szachach Drużynowych - Licealiada. 
Czterokrotnie zdobyła medale Indywidualnych Mistrzostw Unii Europejskiej juniorek: 
- 2 złote (Mureck 2018 – U12[9], Mureck 2019 – U14[10]),
- 2 srebrne (Kouty nad Desnou 2016 – U10[11], Mureck 2017 – U12[12]).

Zdobyła również złoty medal w Indywidualnych Mistrzostwach Unii Europejskiej juniorów (Mureck 2018 – U12).
Inne osiągnięcia:
- XX Memoriał Najdorfa grupa B – Turniej międzynarodowy – III miejsce[13]
- Mistrzostwa Polski Juniorów do lat 16, szachy szybkie – V miejsce[14]
- Mistrzostwa Polski Juniorów do lat 16, szachy klasyczne – IV miejsce[15]
- Mistrzostwa Polski Juniorów do lat 16, szachy błyskawiczne – VI miejsce[16]

Najwyższy ranking w dotychczasowej karierze osiągnęła 1 lipca 2024 r. wynosił on 1929